# Richard Navest
Richard Nicolaus Navest (Niedersprockhövel, 28 juli 1914 - 12 juli 1984) was een Nederlandse verzetsstrijder in de Tweede Wereldoorlog. Hij stond bekend onder zijn schuilnaam 'De Baviaan'.

## Levensloop
Navest werd op 28 juli 1914 geboren in Niedersprockhövel (Duitsland). Hij was de zoon van Richard Navest en Frijntje Kievid. In 1916 verhuisde hij met zijn ouders naar Utrecht.

### Verzet
Navest bevrijdde Maarten Willem Schakel uit een politiecel in Schoonhoven alwaar hij door de Duitse bezetters gevangen werd gehouden in afwachting van zijn executie. De schrijver Jan Stout schreef de roman "De Baviaan" over de verzetswerkzaamheden van Navest.

## Trivia
- In januari 2022 werd bekendgemaakt dat er een straat in de nieuwbouwwijk Haarwijk in Gorinchem naar Navest vernoemd zal worden.[5]

## Graf van Richard Navest

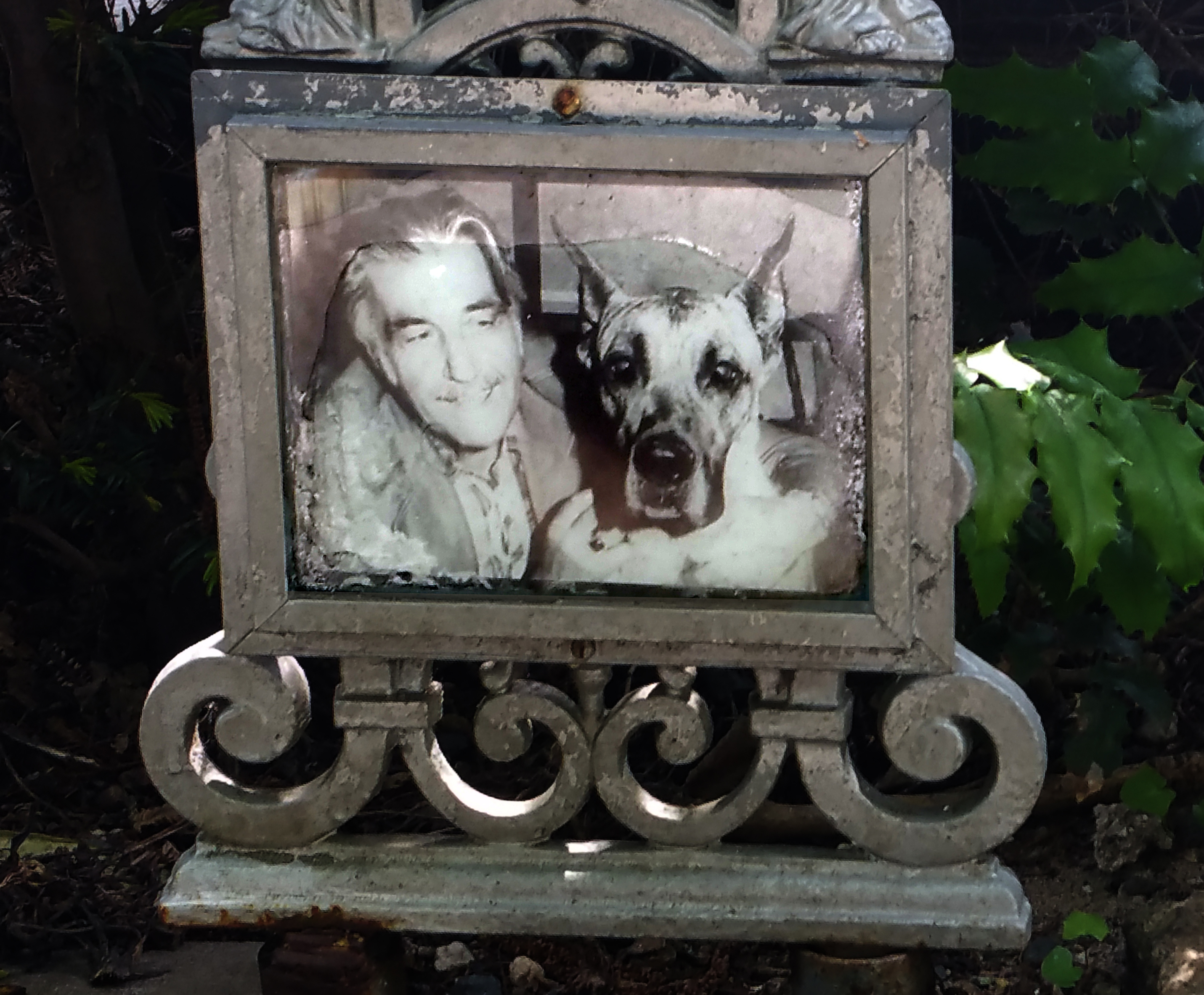
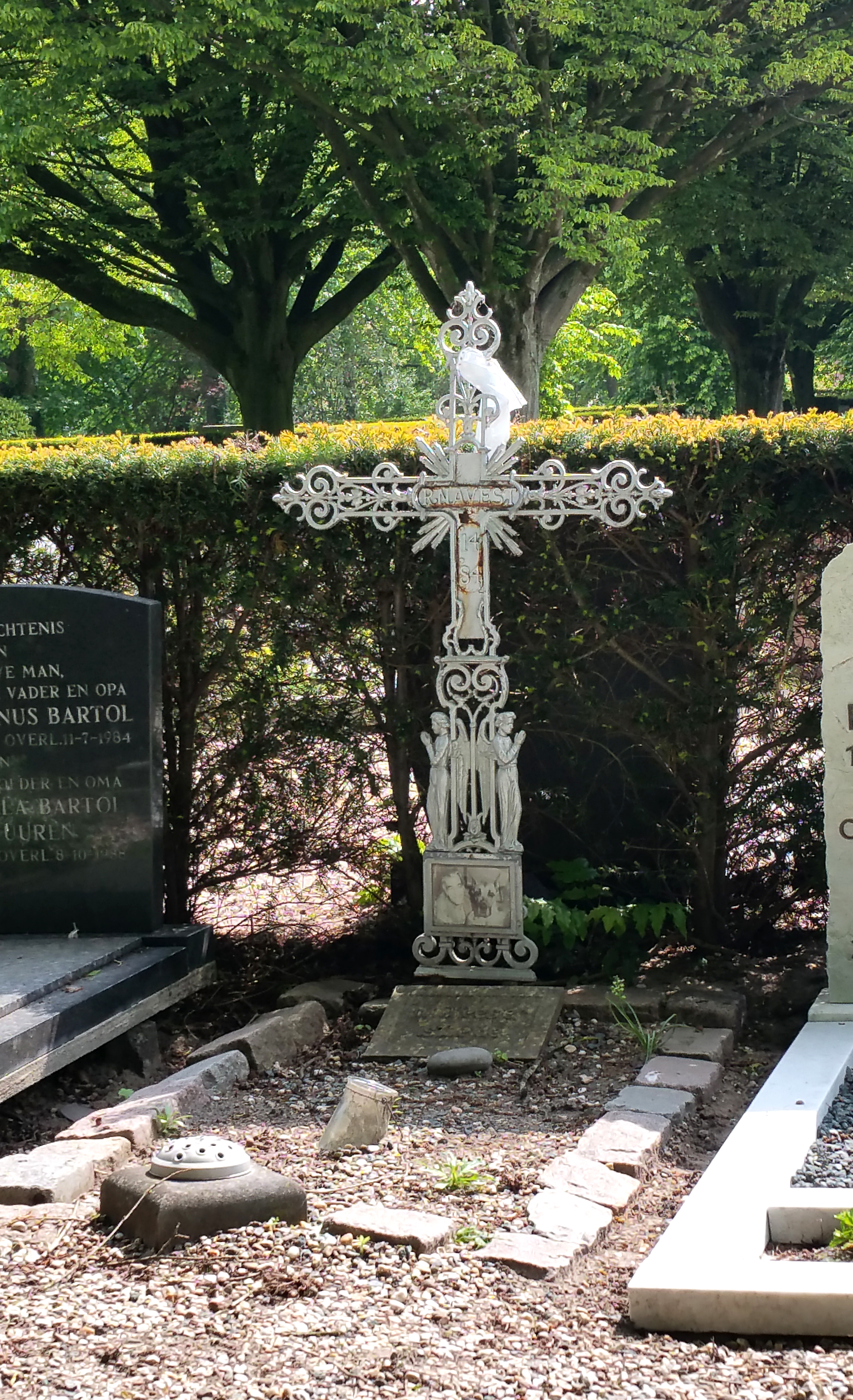
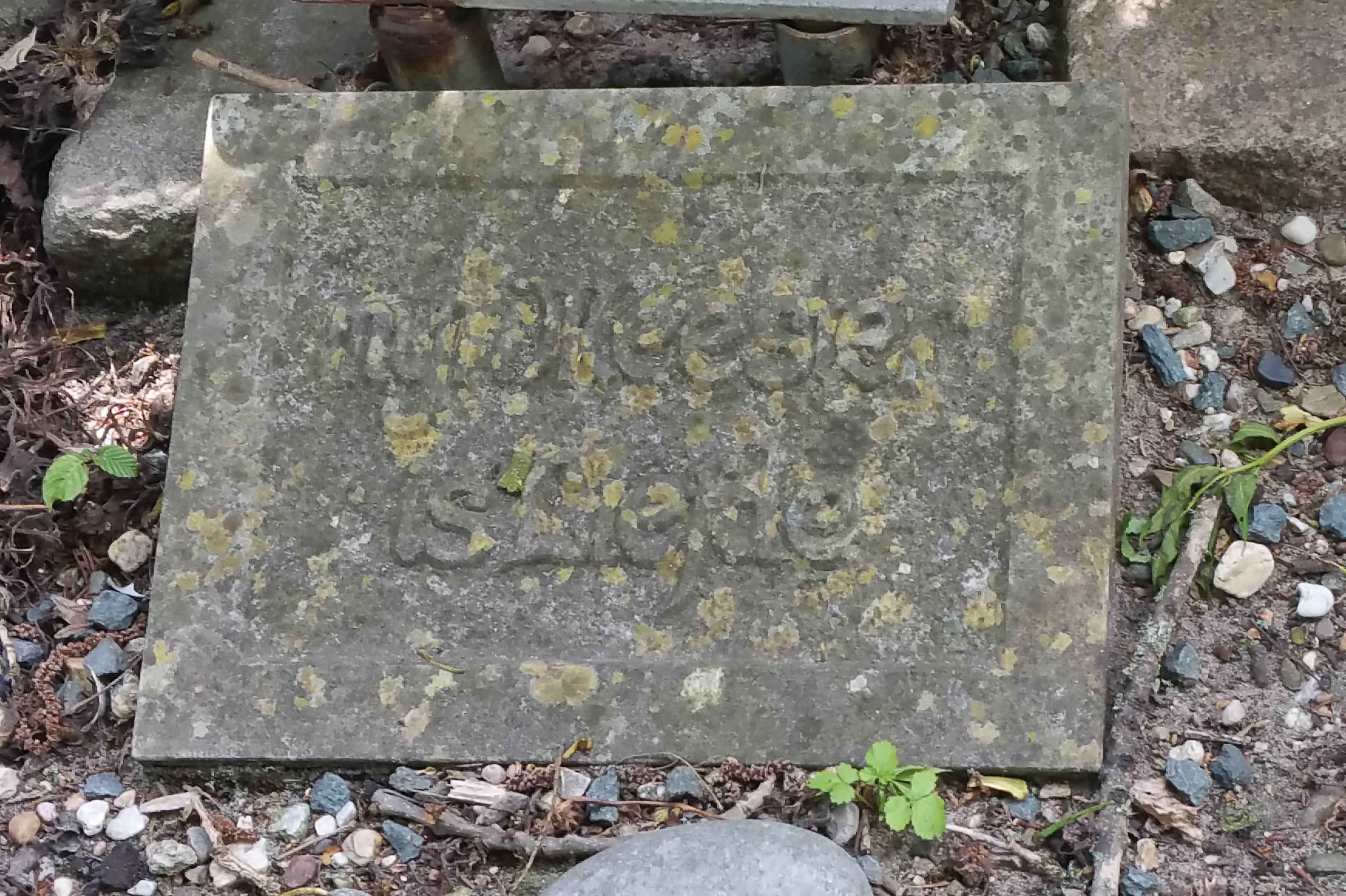